# Hatsikõ
Hatsikõ (est. Hatsikõ järv) – jezioro w Estonii, w prowincji Põlvamaa, w gminie Kanepi. Położone jest na zachód od wsi Kooraste. Ma powierzchnię 3,2 ha, linię brzegową o długości 463 m, długość 150 m i szerokość 120 m. Otoczone jest lasem. Należy do pojezierza Kooraste (est. Kooraste järved). Sąsiaduje z jeziorami Vaaba, Aalupi, Uiakatsi, Kooraste Suurjärv. Przepływa przez nie rzeka Pühäjõgi.